# اورسون پریرا دا سیلوا
اورسون پریرا دا سیلوا (به پرتغالی: Everson Pereira da Silva) هافبک اهل برزیل است که در شهر کامپوگرانده و در تاریخ ۱۰ نوامبر ۱۹۷۵ به دنیا آمده‌است.

## باشگاهی
از باشگاه‌هایی که در آن بازی کرده‌است می‌توان به América (SP) اشاره کرد.